# Per-Martin Hamberg
Per-Martin Hamberg, född 14 juli 1912 i Grundsunda församling, Västernorrlands län, död 11 december 1974 på Lidingö, var en svensk kompositör, manusförfattare, regissör, författare och radioproducent.

## Biografi
Hamberg föddes i Ångermanland, men kom redan vid tre års ålder 1915 till Stugun i Jämtland där fadern, Nils Hamberg,  blev kyrkoherde. Hamberg tog studentexamen vid Östersunds högre allmänna läroverk 1932, och medverkade under gymnasietiden med egna melodier i stadens lokalrevyer. Han flyttade sedan till Stockholm där han 1939 avlade filosofie kandidatexamen vid Stockholms högskola. Redan under gymnasietiden i Östersund hade han kommit i kontakt med Karin Juel och genom henne fick han en lång rad melodier lanserade, bland andra Stora skrällen (text: Stig Järrel) och En ballad om franske kungens spelmän (text: Frans G. Bengtsson). Karin Juel anlitade flitigt även Hamberg som sin pianoackompanjatör. I sin mest kända melodi, Nu tändas åter ljusen i min lilla stad, under pseudonymen Erik Decker (han använde sin mors släktnamn), beskriver Hamberg sin längtan hem till sin gamla hemstad Östersund under sina första år i Stockholm. 
Hamberg anställdes på AB Radiotjänst 1945. Två år senare blev han chef för underhållningsavdelningen och kom att nydana radiounderhållningen. Program som kom fram tack vare Hamberg var bland andra Föreningen För Flugighetens Främjande (FFFF) med bland andra Povel Ramel, Frukostklubben med Sigge Fürst, Karusellen med Lennart Hyland och långköraren Tjugo frågor med honom själv som programledare och Astrid Lindgren, Stig Järrel och Kjell Stensson i panelen. Vid sidan av anställningen på radion regisserade han Knäppupps revyer redan från den första Akta huvet i Göteborg 1952, med flera.
Hamberg kom tidigt att intressera sig för TV-mediet och var programchef för Sveriges television 1955–1962, där han var med om att starta programmen Kvitt eller dubbelt och Stora famnen. Han var även med och förde över det populära radioprogrammet Hylands hörna till TV. Sina sista år på TV arbetade han på nyhetsavdelningen och var bland annat chef för Aktuellt.
Strax före sin död publicerade han sin första roman, Kärleks ljuva plåga: En roman om Magdalena Rudenschöld.
Han skänkte år 1962 till Jamtamot i Uppsala en fullskalig kopia av den fångstsax som tillverkades för att fånga Storsjöodjuret i slutet av 1800-talet. Den utbyttes under kuppartade former vid Storsjöyran 1965, varför originalet nu finns i Jamtamots föreningslokal Kammarn på Norrlands nation i Uppsala och kopian finns utställd på Jamtli i Östersund. 
Per-Martin Hamberg var gift med Anna Hamberg, född Wallstersson (1911–2000). Han var farbror till Lars Hamberg.

## Filmmusik
- 1944 – Sabotage
- 1946 – Kvinnor i väntrum
- 1946 – Ungdom i fara
- 1947 – Kvarterets olycksfågel
- 1948 – Textilarna
- 1949 – Pippi Långstrump
- 1950 – Stjärnsmäll i Frukostklubben
- 1950 – Mamma gör revolution
- 1951 – Spöke på semester

## Regi för teater
| År   | Produktion                    | Upphovsmän  | Teater                     |
| ---- | ----------------------------- | ----------- | -------------------------- |
| 1952 | Knäppupp I – Akta huvet, revy | Povel Ramel | Lorensbergs Cirkus/ Folkan |